# Dubravka (drama)
Dubravka es un drama de contenido mitológico-pastoral y significado alegórico escrito a mediados de la tercera década del siglo XVII por el autor croata Ivan Gundulić. Consta de tres actos con un total de 28 escenas y 1.696 versos, escritos en dodecasílabos y octosílabos de doble rima.